# N-430 (Spanje)
De N-430 is een weg in Spanje.
De weg begint ongeveer 23km ten oosten van Mérida en de Autovía A-5 en volgt de loop van de rivier Guadiana. In de Sierra de la Chimenea kruist de weg het stuwmeer Embalse de Orellana over de dam van het stuwmeer Embalse de Garcia de Sola en gaat dan over de Puerto de los Carneros (520m). De weg volgt dan weer de Rio Guadiana tot aan Ciudad Real. Hier sluit hij aan op de N-420, N-401 en de Autovía A-43. De N-430 gaat dan door Manzanares en verder over de Autovía A-4.
Vervolgens gaat de weg oostwaarts richting de Seirra de Alhambra en door het beboste Campo de Montiel en het natuurpark Parque Natural de las Lagunas de Ruidera. De weg passeert de Maripérez (909m) voordat hij naar beneden gaat richting Albacete waar de weg eindigt bij de aansluiting met de Autovía A-31, Autovía A-30 en Autovía A-32/N-322.